# Lucas Veríssimo
Lucas Veríssimo da Silva (Jundiaí, 2 luglio 1995) è un calciatore brasiliano, difensore dell'Al-Wakrah, in prestito dall'Al-Duhail.

## Caratteristiche tecniche
Giocatore dalla discreta prestanza fisica, è impiegato prevalentemente come centrale di difesa.

## Carriera

### Club
Inizia la propria carriera tra le giovanili del José Bonifácio da dove successivamente passa al Linense, venendo poi promosso in prima squadra nel gennaio 2013.
Nel 2013 passa alle giovanili del Santos. Il 28 novembre 2015, vista la squalifica rimediata da Paulo Ricardo, è chiamato in prima squadra dall'allenatore Dorival Júnior in occasione della sfida di campionato contro il Vasco da Gama. Una serie di infortuni all'interno della rosa del Santos lo porta ad ottenere un posto fisso in prima squadra.
Debutta coi bianconeri il 30 gennaio 2016, partendo titolare in un pareggio di Campeonato Paulista contro il São Bernardo (1-1). Il ritorno di David Braz e l'acquisto di Luiz Felipe gli fanno tuttavia perdere il posto tra le gerarchie di Dorival Júnior. Compie il suo esordio in Série A il 14 settembre 2016, subentrando a Lucas Lima in una vittoria in trasferta contro il Botafogo.
Dopo quasi un decennio con la formazione bianconera, il 4 gennaio 2021 viene acquistato per 6,5 milioni di euro dal Benfica, che lo lascia contestualmente al Santos fino alla fine di gennaio, per riuscire a disputare con il club la finale di Coppa Libertadores 2020, poi persa contro il Palmeiras.

### Nazionale
Il 9 settembre 2021 esordisce in nazionale maggiore nel successo per 2-0 contro il Perù.

## Statistiche

### Presenze e reti nei club
Statistiche aggiornate al 18 marzo 2023.
| Stagione        | Squadra         | Campionato      | Campionato | Campionato | Coppe nazionali | Coppe nazionali | Coppe nazionali | Coppe continentali | Coppe continentali | Coppe continentali | Altre coppe | Altre coppe | Altre coppe | Totale | Totale |
| Stagione        | Squadra         | Comp            | Pres       | Reti       | Comp            | Pres            | Reti            | Comp               | Pres               | Reti               | Comp        | Pres        | Reti        | Pres   | Reti   |
| --------------- | --------------- | --------------- | ---------- | ---------- | --------------- | --------------- | --------------- | ------------------ | ------------------ | ------------------ | ----------- | ----------- | ----------- | ------ | ------ |
| 2016            | Santos          | A1/SP+A         | 13+3       | 0+0        | CB              | 3               | 0               |                    | -                  | -                  |             | -           | -           | 19     | 0      |
| 2017            | Santos          | A1/SP+A         | 12+34      | 0+0        | CB              | 4               | 0               | CL                 | 9                  | 1                  |             | -           | -           | 59     | 1      |
| 2018            | Santos          | A1/SP+A         | 10+14      | 1+0        | CB              | 2               | 0               | CL                 | 7                  | 1                  |             | -           | -           | 33     | 2      |
| 2019            | Santos          | A1/SP+A         | 2+33       | 0+2        | CB              | 4               | 0               |                    | -                  | -                  |             | -           | -           | 39     | 2      |
| 2020            | Santos          | A1/SP+A         | 7+16       | 0+1        | CB              | 1               | 0               | CL                 | 11                 | 1                  |             | -           | -           | 35     | 2      |
| Totale Santos   | Totale Santos   | Totale Santos   | 133        | 4          |                 | 14              | 0               |                    | 27                 | 3                  |             | -           | -           | 168    | 7      |
| 2020-2021       | Benfica         | PL              | 14         | 2          | CP+CdL          | 1+0             | 0               | UEL                | 2                  | 0                  | SP          | -           | -           | 17     | 2      |
| 2021-2022       | Benfica         | PL              | 10         | 3          | CP+CdL          | 0+1             | 0               | UCL                | 7                  | 0                  |             | -           | -           | 18     | 3      |
| 2022-2023       | Benfica         | PL              | 2          | 0          | CP+CdL          | 2+0             | 0               | UCL                | 2                  | 0                  |             | -           | -           | 6      | 0      |
| Totale Benfica  | Totale Benfica  | Totale Benfica  | 26         | 5          |                 | 4               | 0               |                    | 11                 | 0                  |             | -           | -           | 41     | 5      |
| 2022-2023       | Benfica B       | SL              | 2          | 0          |                 | -               | -               |                    | -                  | -                  |             | -           | -           | 2      | 0      |
| Totale Carriera | Totale Carriera | Totale Carriera | 161        | 9          |                 | 12              | 0               |                    | 38                 | 3                  |             | 0           | 0           | 210    | 12     |

## Palmarès

### Club

#### Competizioni statali
- Campionato paulista: 1

Santos: 2016

#### Competizioni nazionali
- Campionato portoghese: 1

Benfica: 2022-2023